# Cuvinte împrumutate din limba japoneză
Gairaigo (外来語?) este un termen japonez utilizat pentru cuvinte împrumutate și indică o transcriere japoneză. Cuvântul se referă de obicei la un cuvânt japonez de origine străină care nu a fost împrumutat în cele mai vechi timpuri din chineza arhaică sau din chineza modernă, dar în timpurile moderne, în principal din engleză, portugheză, neerlandeză și dialecte moderne ale chinezei, precum cantoneza. Acestea sunt scrise în principal în katakana, iar câteva mai vechi în ateji.
Japoneza are multe cuvinte împrumutate din chineză, reprezentând o fracțiune considerabilă a limbii. Aceste cuvinte au fost împrumutate în cele mai vechi timpuri și sunt scrise în kanji. Cuvintele împrumutate din chineza modernă sunt în general considerate gairaigo și sunt scrise în katakana, sau uneori scrise în kanji (fie cu cuvântul mai familiar ca text de bază și cu katakana intenționată ca furigana sau invers); pronunția cuvintelor împrumutate din chineza modernă diferă, în general, de pronunția obișnuită corespunzătoare a caracterelor în japoneză.